# Sticky bun

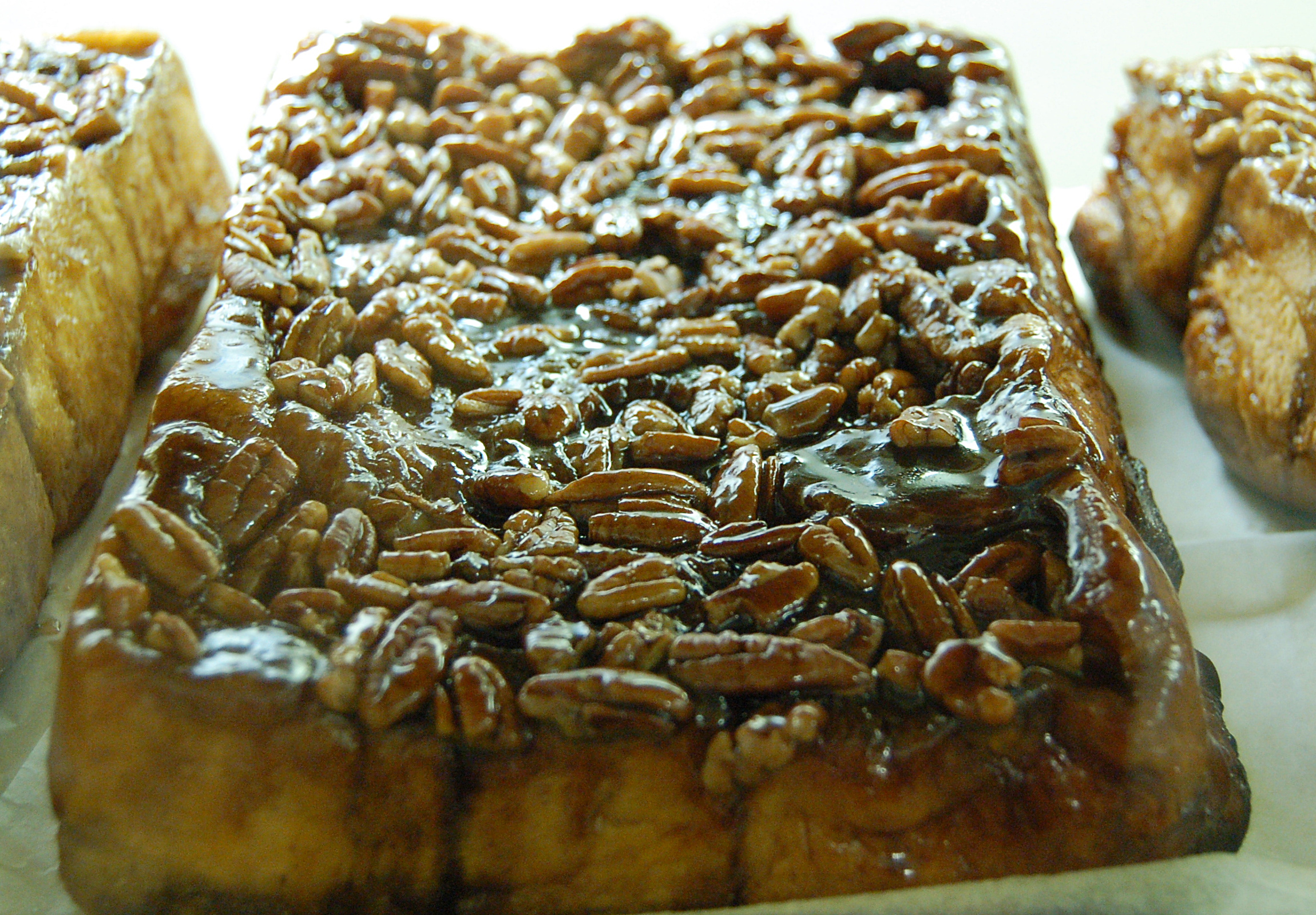
Un sticky bun tradicional.

El sticky bun (en inglés ‘bollo pegajoso’) es un pastel de postre o desayuno que suele consistir en trozos estirados de masa con levadura, conteniendo a veces azúcar moreno o canela, que se aplastan juntos para obtener una especie de hogaza plana del tamaño de la bandeja de horno. Antes de poner la masa en ésta, se unta con ingredientes pegajosos, como jarabe de arce o miel, así como frutos secos y quizás más azúcar y a veces mantequilla. Tras el horneado, se le da la vuelta al bollo de forma que los ingredientes untados en la bandeja y adheridos a él queden arriba. Sin embargo, los sticky buns producidos industrialmente se hornean en un molde metálico de aluminio, lo que permite que estos ingredientes se introduzcan en el bollo, haciéndolo pegajoso por todas partes. La forma en la que el sticky bun se hornee permite extraer de él raciones individuales con mayor o menor dificultad, si bien nunca resulta fácil.
Los sticky buns parecen tener un origen germánico, habiendo sido originalmente conocidos como schnecken (‘caracoles’). Allí donde se asentaron los emigrantes alemanes del siglo XVIII (como por ejemplo los alemanes de Pensilvania) los sticky buns perduraron mucho más que otros muchos rasgos culturales.
En Venezuela, existe una versión local llamada golfeado que es muy similar. La única diferencia notable es que se le coloca queso fresco rallado encima, lo que le da una armonía dulce-salado bien particular.